# Międzynarodowe Towarzystwo Gier Dynamicznych
Międzynarodowe Towarzystwo Gier Dynamicznych (ISDG) – międzynarodowa, niedochodowa, profesjonalna organizacja zajmująca się rozwojem matematycznej teorii gier dynamicznych.

## Historia
Międzynarodowe Towarzystwo Gier Dynamicznych zostało założone 9 sierpnia 1990 roku w Helsinkach (Finlandia) podczas trwania 4. Międzynarodowego Sympozjum Gier Dynamicznych i ich Zastosowań, które odbyło się na Technicznym Uniwersytecie Helsińskim. Międzynarodowe Towarzystwo Gier Dynamicznych jest kierowane przez radę wykonawczą, na czele której stoi prezydent. Pierwszym prezydentem towarzystwa był profesor Tamer Başar.
Prezydentami towarzystwa w ostatnich latach byli:
- Tamer Başar(inne języki) 1990-1994
- Alain Haurie[1] [2]1994-1998
- Pierre Bernhard(inne języki) 1998-2002
- Georges Zaccour(inne języki)[3] 2002-2006
- Geert Jan Olsder(inne języki)[4] 2006-2008
- Leon Pietrosian 2008-2012
- Michèle Breton[5][6] 2012-2016
- Vladimir Mazalov 2016-2022
- Florian Wagener(inne języki) od 2022[7]

Znacząca aktywność Towarzystwa to warsztaty i konferencje poświęcone grom dynamicznym. Sztandarowe spotkania to Międzynarodowego Sympozja Gier Dynamicznych i ich Zastosowań

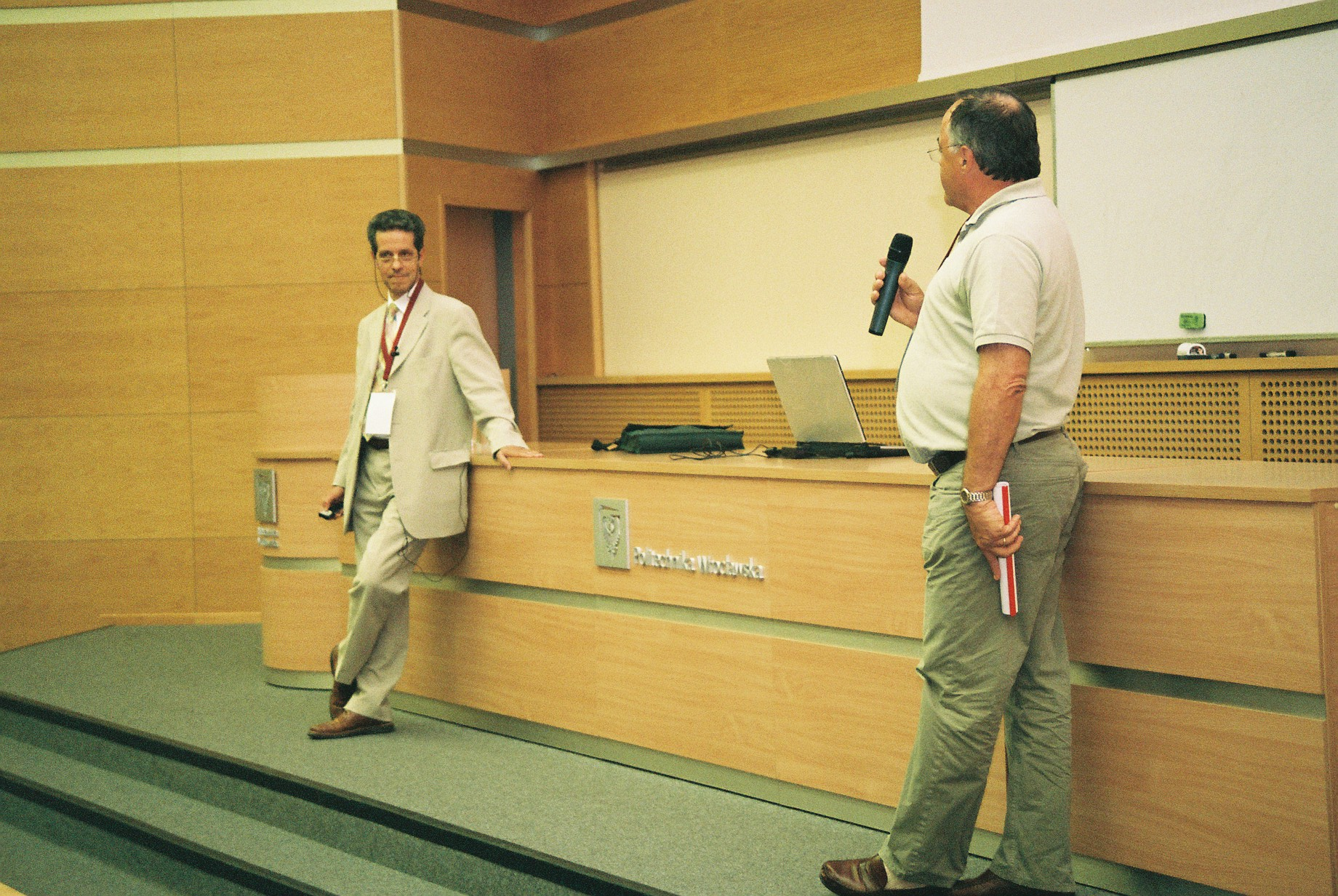
Pierre Bernhard and Alain Haurie, laureaci Isaacs Award z 2008 roku w czasie dyskusji na 13-tym Symposium ISDG we Wrocławiu.

## Cele towarzystwa
- promocja i popularyzacja teorii i zastosowań gier dynamicznych
- rozpowszechnianie informacji naukowych poprzez dostępne środki przekazu. Te cele są osiągane poprzez organizowanie sympozjów, konferencji, warsztatów[9] oraz wydawanie czasopism o wysokim standardzie naukowym
- nawiązanie współpracy z międzynarodową społecznością naukową, w szczególności z innymi towarzystwami zajmującymi się teorią gier, optymalizacją, teorią decyzji i systemami dynamicznymi

## Publikacje towarzystwa
- Annals of the International Society of Dynamic Games[10] (edytor serii: Tamer Başar; wydawany przez Birkhäuser)
- Dynamic Games and Applications[11] (redaktor główny: Georges Zaccour; wydawany przez Birkhäuser)
- International Game Theory Review[12] (redaktor naczelny: David W. K. Yeung, redaktorzy: Steffen Jørgensen, Leon A. Petrosyan; wydawany przez World Scientific Publishing Co. Pte. Ltd.)

## Nagroda Isaacsa
Rada wykonawcza Międzynarodowego Towarzystwa Gier Dynamicznych podjęła decyzję w 2003 roku o ustanowieniu nagrody dla uczonych mających "wybitny wkład do teorii i zastosowań gier dynamicznych". Nagroda ta przyznawana jest od 2004 roku dwóm naukowcom na każdym sympozjum tego towarzystwa. Nagroda nosi imię Rufusa Isaacsa, uważanego za ojca gier różniczkowych. Lista nagrodzonych osób:
- 2004: Yo-Chi Ho & George Leitmann[13][14]
- 2006: Nikolay Krasovskii & Wendell Fleming
- 2008: Pierre Bernhard & Alain Haurie
- 2010: Tamer Başar & Geert Jan Olsder[4]
- 2012: Steffen Jørgensen & Karl Sigmund
- 2014: Eitan Altman & Leon A. Petrosjan
- 2016: Martino Bardi & Ross Cressman
- 2018: Andrzej S. Nowak[15] & Georges Zaccour[3]
- 2022: Pierre Cardaliaguet & Mabel Tidball[16]
- 2024: Joel Brown[17] & Roland Malhamé[18]

## Tom Vincent Award[19]
Komitet Wykonawczy Międzynarodowego Towarzystwa Gier Dynamicznych zdecydował w 2019 r. o ustanowieniu nagrody promującej badania w dziedzinie ewolucyjnej teorii gier. W szczególności nagroda będzie wyróżniać wybitny wkład w teorię gier ewolucyjnych. Nagroda nosi imię Thomasa L. Vincenta. Lista nagrodzonych osób:
- Krzyztof Argasinski and Ryszard Rudnicki (2024)
- Alan Scaramangas, Mark Broom, Graeme D. Ruxton, and Anna Rouviere (2022)
- Maria Kleshnina, Christian Hilbe, Štěpán Šimsa, Krishnendu Chatterjee, and Martin A. Nowak (2022)